# Chrysler Turbine
Pour les articles homonymes, voir Chrysler et Turbine (homonymie).
La Chrysler Turbine est un concept car expérimental à turbine à gaz du constructeur automobile américain Chrysler, produite à 55 exemplaires (dont 5 prototypes) en 1963 et 1964.

## Histoire
A l'image des Rover JET1 (1950), Fiat Turbina (1954), Ghia Gilda Streamline X (1955), Renault Étoile filante (1956), General Motors Firebird (1956), Bluebird-Proteus CN7(1960), ou Rover-BRM (1963)..., bien que jamais commercialisée, la Chrysler Turbine fut prêtée à un panel représentatif de clients cobayes afin de tester la consommation de carburant des véhicules automobiles et la viabilité de ce type de motorisation .

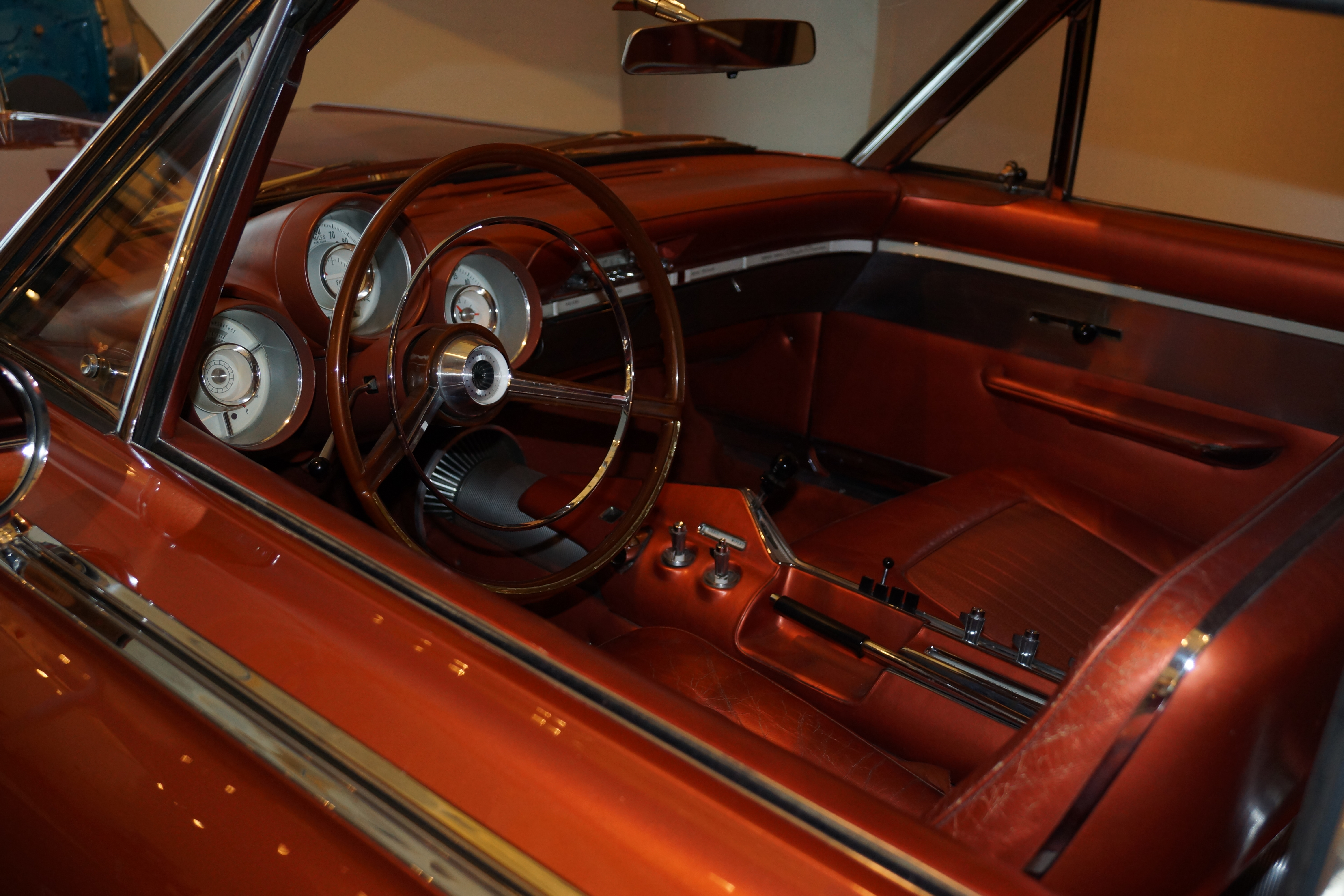
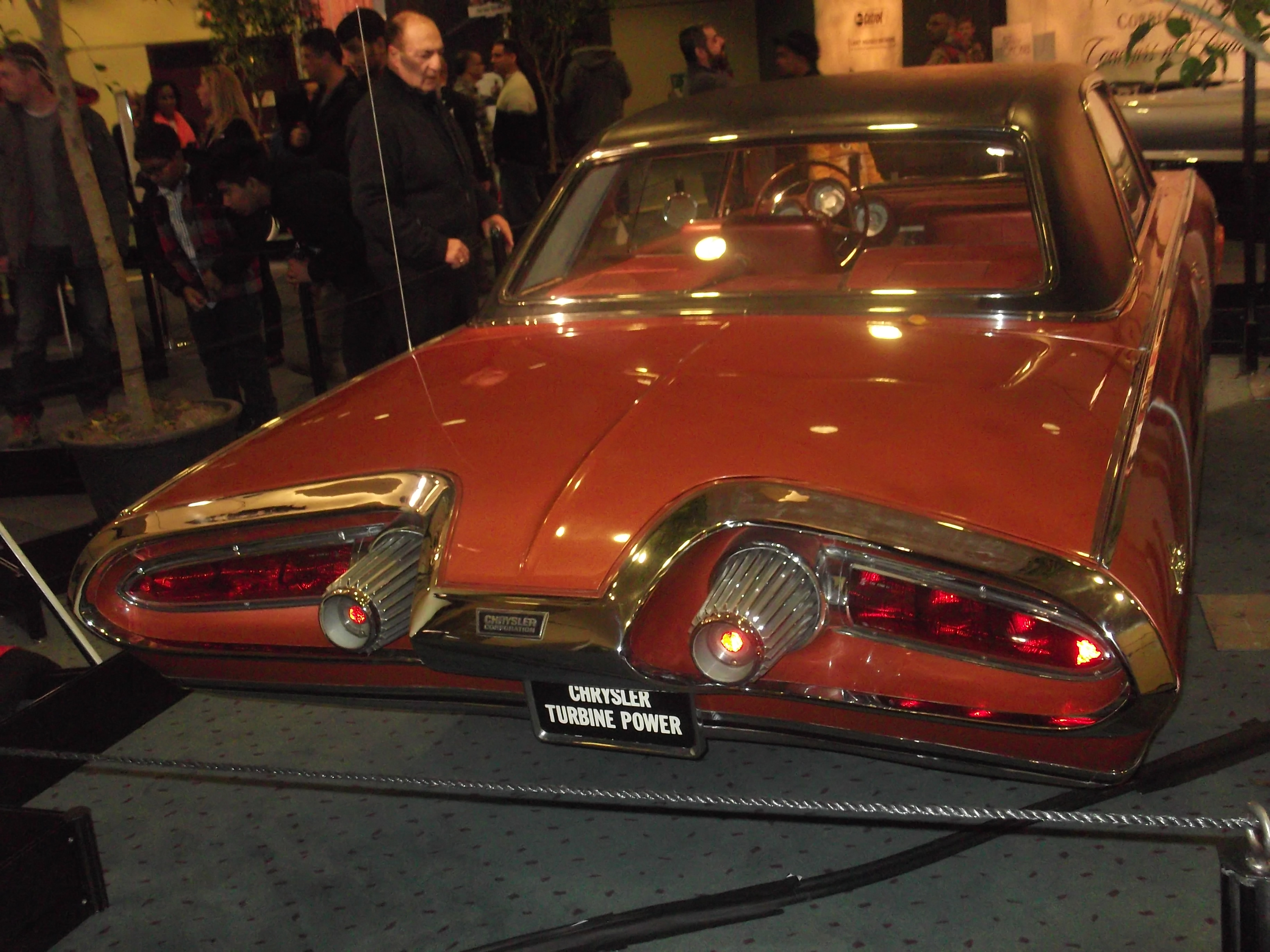

À la fin de la période d'essais, la plupart des Chrysler Turbine furent récupérées par le constructeur puis détruites, sans que le programme n'ait ensuite de concrétisation commerciale. Il subsiste à ce jour 9 exemplaires du véhicule, dont 3 en état de marche, appartenant à des collectionneurs privés ou à des musées.

## Design
La Chrysler Turbine est conçue par les designers Elwood Engel (en) et Ghia de Turin, sur une base de coupé cabriolet 2+2 hardtop, avec des éléments de design futuristes inspirés de l'ère du jet aéronautique américaine très en vogue de l'époque, dont les contours des phares avant et arrière, qui donnent une impression d'entrée-sortie de turboréacteur-turbomoteur, à l'image des Pontiac Bonneville Special (1954), Ford FX-Atmos (1954), Ford Mystere (1955), Oldsmobile Golden Rocket (1956), Ford Volante (1958), Cadillac Cyclone (1959), ou General Motors Firebird (1959)...

## Turbine à gaz

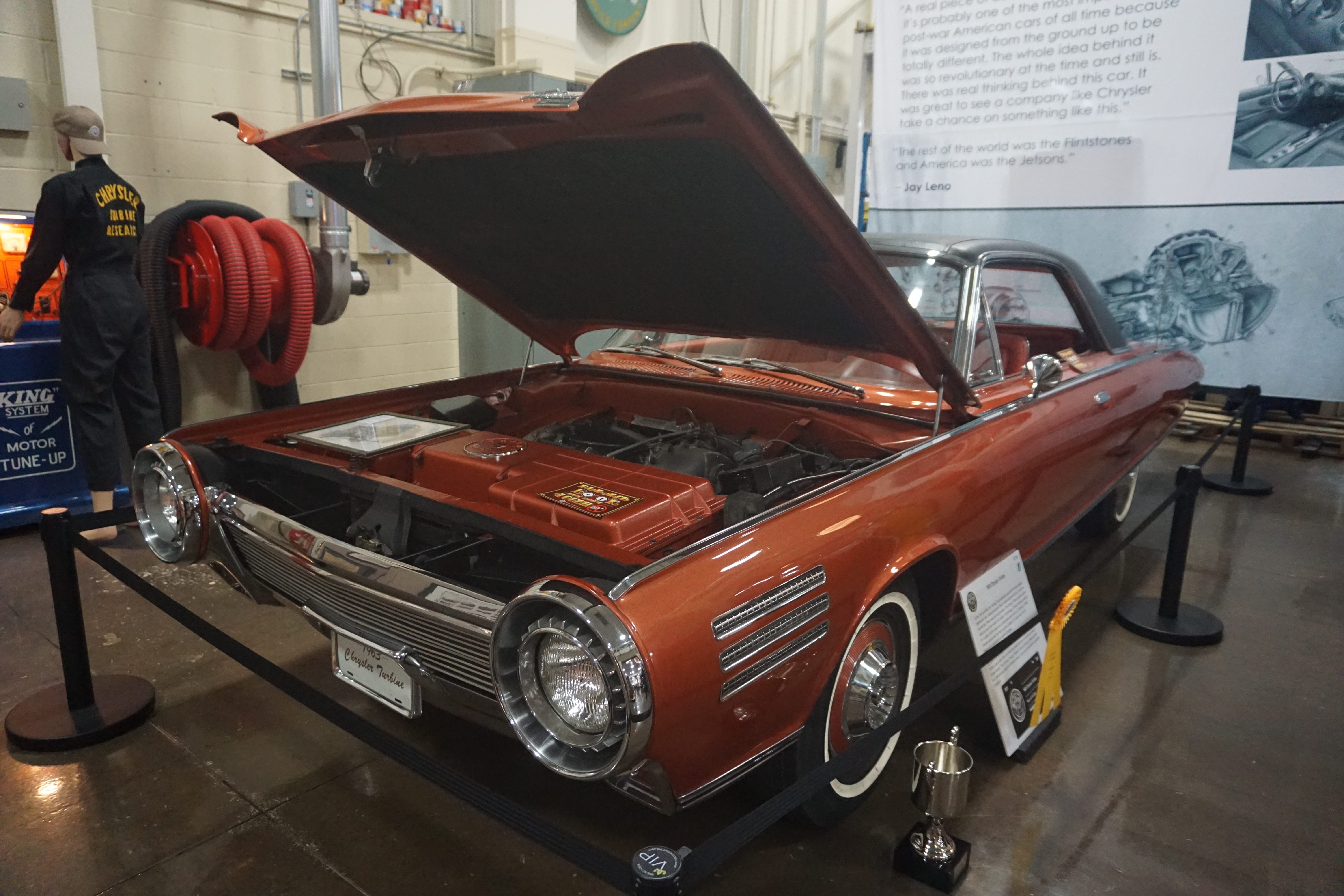

La turbine à gaz A-831 Chrysler de quatrième génération (Chrysler turbine engines (en)) tournait jusqu'à 60 000 tours par minute et pouvait, selon la notice d'utilisation, fonctionner en utilisant du gazole, essence, kérosène, carburant d'aviation JP-4, ou encore de l'huile végétale. Le moteur pouvait fonctionner avec pratiquement n'importe quel liquide ayant des propriétés combustibles. Le président mexicain Adolfo López Mateos put d'ailleurs le vérifier en utilisant avec succès de la tequila sur l'une des premières voitures. Aucun ajustement du mélange air-carburant n'était nécessaire pour passer d'un type de carburant à l'autre, et le seul élément indiquant le carburant utilisé était l'odeur des gaz d'échappement. Sa vitesse maximale fut mesurée à 193 km/h.
La turbine n'avait que 20 % des pièces mobiles par rapport à un moteur à combustion conventionnel (60 au lieu de 300). L'axe de la turbine était placé sur paliers lisses pour un fonctionnement exempt de vibrations. La simplicité de la conception offrait la possibilité d'une longue durée de vie, et, du fait qu'aucun résidu de combustion n'entrait en contact avec l'huile moteur, aucun changement d'huile n'était jugé nécessaire. La turbine générait une puissance de 130 chevaux SAE (97 kW - 132 chevaux DIN) et un couple de 576 Nm au démarrage, pour une accélération de 0 à 97 km/h en 12 s, à une température ambiante de 29 °C - voire plus rapidement encore si l'air était plus froid ou plus dense.

Turbine à gaz Chrysler
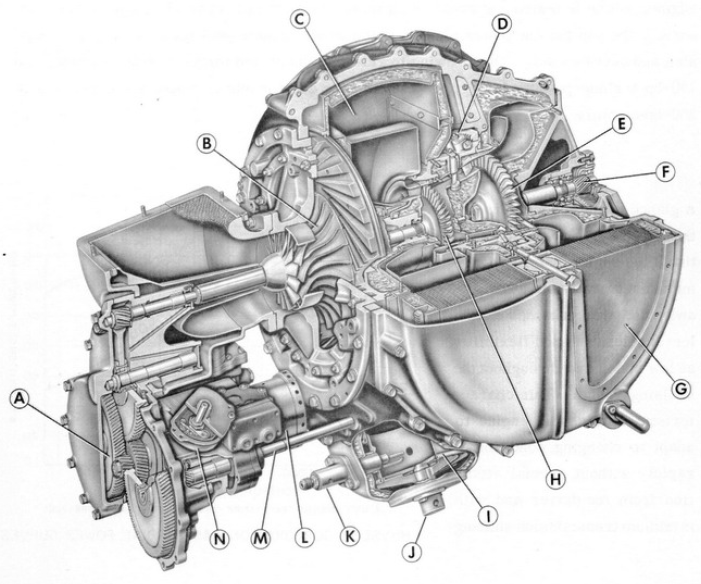
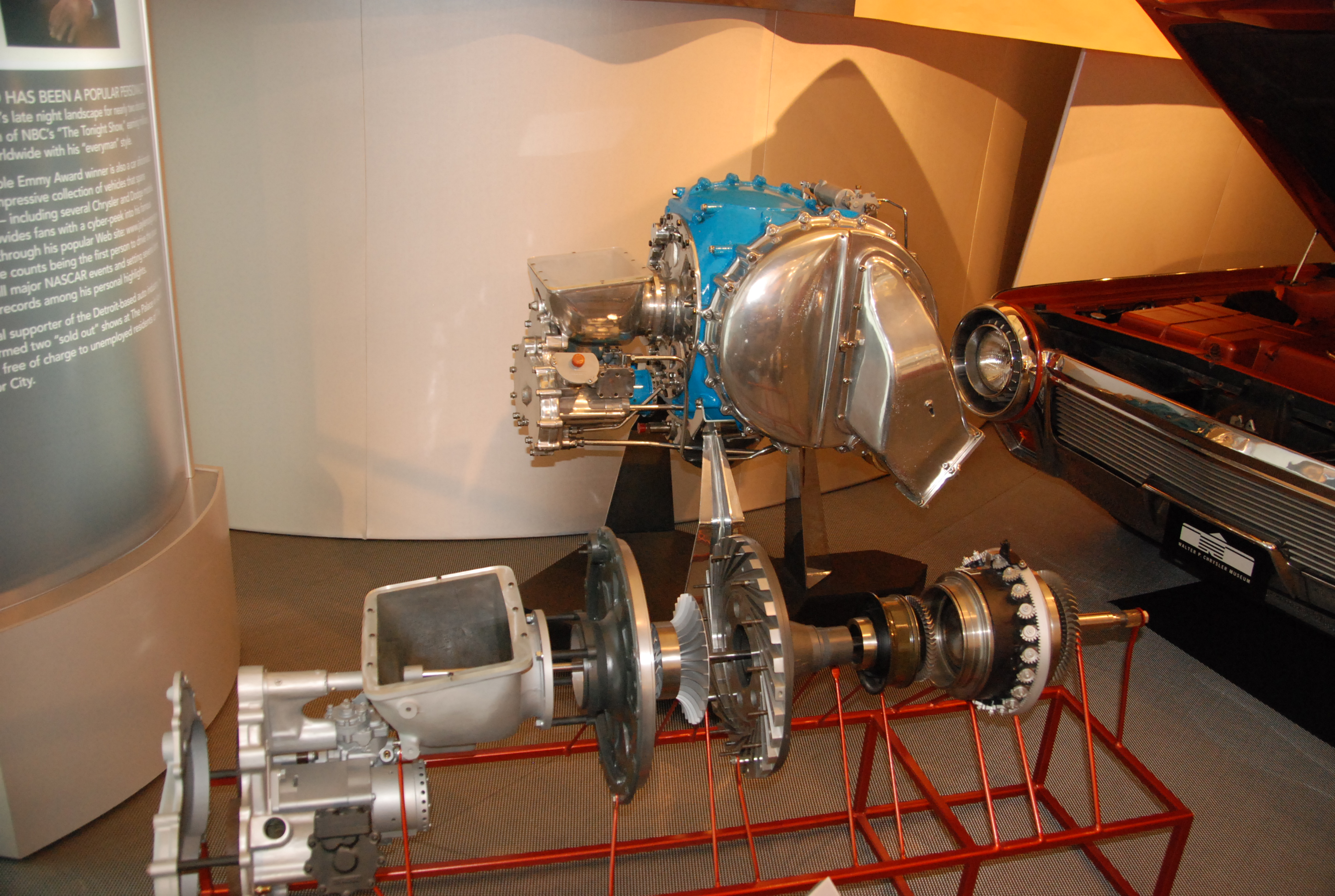
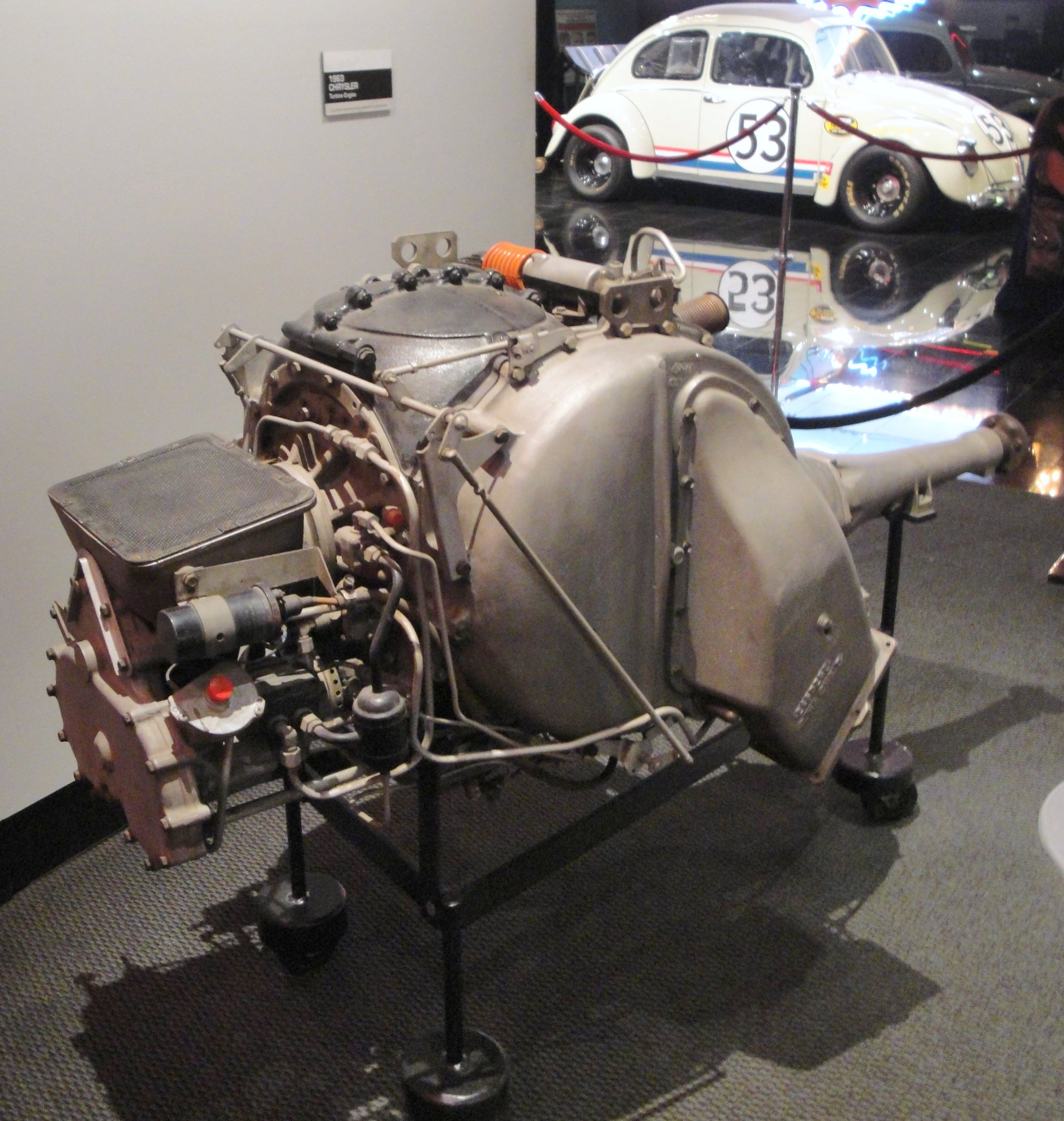

L'entretien était facilité par la réduction des pièces mobiles et l'absence de liquide de refroidissement. Les gaz d'échappement ne contenaient ni de monoxyde de carbone, ni d’imbrûlés, ni d'hydrocarbures bruts. Cependant, les turbines généraient de l'oxyde d'azote et le défi de devoir les limiter fut un problème constant au cours du développement.
La puissance de la turbine était transmise par une boite automatique de type TorqueFlite, légèrement modifiée. L'écoulement des gaz de combustion entre le générateur de gaz et la turbine de puissance fonctionnait comme dans un convertisseur de couple, mais en utilisant un milieu gazeux au lieu d'un milieu liquide. Un double échangeur rotatif transférait la chaleur des gaz d'échappement à l'entrée d'air, ce qui améliorait considérablement le rendement. Le stator possédait des aubes réglables, ce qui empêchait les survitesses, et pouvait reproduire le frein moteur en décélération.
Les premiers modèles furent en proie à des problèmes de température des gaz au ralenti et à un temps mort à accélération. Chrysler a pu remédier ou atténuer ces effets dans une certaine mesure. Le temps mort à l'accélération resta cependant un problème, et la consommation de carburant resta excessive. L'accélération était exceptionnelle à condition que la turbine ait d'abord monté dans les tours, avant de relâcher les freins.
La voiture présentait également un système d'échappement entièrement en acier inoxydable. Les sorties étaient aplaties en coupe transversale. Ceci était destiné à diluer rapidement les gaz d'échappement pour les refroidir, afin de permettre au véhicule de tenir dans la circulation sans risquer d'endommager le véhicule suivant. La chambre de combustion, ou brûleur, était un peu primitive par rapport aux normes des turbopropulseurs modernes. Lors du développement du moteur, on ajouta un deuxième étage à la turbine de puissance. Ces modifications améliorèrent la puissance et créèrent des économies supplémentaires. La position du levier de vitesse était « ralenti » au lieu de « neutre ».
La Turbine avait quelques inconvénients opérationnels et esthétiques. La voiture produisait un bruit d'un réacteur, ce qui était inattendu pour les consommateurs plus habitués au bruit des plus communs V8 américains. Cela dit, certains observateurs ont admiré le son. Les hautes altitudes ont également causé des problèmes pour le démarreur-générateur combiné. En outre, à défaut de suivre la procédure de démarrage correctement, les conducteurs faisaient caler le moteur, certains d'entre eux pensaient qu'ils pouvaient chauffer le moteur comme un moteur à essence. Ils mettaient la pédale d'accélérateur au plancher avant que le moteur n'ait atteint la bonne température. Au lieu de réchauffer le moteur, le carburant en excès ralentissait la turbine et donnait l'effet inverse. Toutefois, cela n'infligeait pas de dommages permanents au moteur. En fait, il était possible de donner les pleins gaz immédiatement après le démarrage du moteur sans trop de crainte d'usure excessive. Les moteurs ont été remarquablement fiables si on considère leur fragilité par rapport aux moteurs à piston à combustion interne. Les problèmes furent très rares pour cette audacieuse expérience. On ne sait pas combien de testeurs ont fait l'erreur d'utiliser de l'essence au plomb de l'époque, car le plomb tétraéthyle laissait des dépôts dans le moteur. Chrysler recommandait ne pas utiliser cette essence ; c'était cependant et de loin le carburant le plus facile à obtenir. Même si, plus de 2 millions de km de tests ont été accumulés par les 50 voitures données au public, les temps d'arrêt de fonctionnement se sont élevés à 4 % seulement.

## Musées
Quelques modèles de collection sont exposés dans divers musées automobiles américains, dont :    
- Walter P. Chrysler Museum, à Détroit (Michigan) ;
- The Henry Ford, à Dearborn (Michigan) ;
- Detroit Historical Museum (en) ;
- Gilmore Car Museum (en), Michigan ;
- Stahls Automotive Collection (en), Michigan ;
- et Petersen Automotive Museum, de Los Angeles.

## Quelques prototypes concurrents à turbine à gaz
Rover JET1 (1950), Fiat Turbina (1954), Ghia Gilda Streamline X (1955), Renault Étoile filante (1956), General Motors Firebird (1956), Bluebird-Proteus CN7(1960), Rover-BRM (1963)...